# João Pedro Figueira
João Pedro Campos de Andrade Figueira é um  advogado e político brasileiro, pertencente à família tradicional Andrade Figueira. Exerceu o cargo de Secretário de Governo da Prefeitura do Rio de Janeiro entre os anos de 2001 e 2007.
Devido ao seu trabalho como secretário de governo, foi eleito Deputado estadual do  Rio de Janeiro, sendo o responsável pelas seguintes leis:
•	5443/2009 – que determina a implantação do sistema GPS nas viaturas automotivas do Estado (ambulâncias, carros da polícia militar, defesa civil).
•	5248/2008 – que institui o programa Rio Genética, para desenvolver o potencial pecuário do Estado do Rio.
•	5222/2007 – que dispõe sobre a proibição do uso do telefone celular nas escolas estaduais do Rio de Janeiro, garantindo total atenção dos alunos em sala de aula.
•	5107/2007 – que institui o Pólo Internacional de Seguros e Resseguros no Estado do Rio de Janeiro, de forma a desenvolver o potencial econômico de nosso Estado.
•	5159/2007 – que institui a semana estadual de atenção ao diabetes do Rio de Janeiro; de maneira a chamar atenção para este assunto de saúde pública do Estado.